# 카운티스 본
카운티스 본(Countess Vaughn, 1978년 8월 8일 ~ )은 미국의 배우, 성우, 가수, 영화배우, 텔레비전 배우이다.

## 영화
- 맥스 키블의 대반란 (2001년)
- 트리핑 (1999년)